# FC Viikingit
Der FC Viikingit ist ein finnischer Fußballverein aus dem Helsinkier Stadtteil Vuosaari. Er spielt 2014 in der Ykkönen, der zweithöchsten Spielklasse Finnlands. Die Klubfarben sind blau-weiß-rot.

## Geschichte
Der Verein wurde 1965 als Vuosaaren Viikingit gegründet. 1998 wurde die Fußballsektion unter dem Namen FC Viikingit ausgegliedert. 
Von 2002 bis 2006 spielte der Verein erstmals in der Ykkönen. 2006 gelang dann unter Jari Europaeus, einem ehemaligen finnischen Nationalspieler, der Aufstieg in die Veikkausliiga, die höchste Spielklasse des Landes. Doch schon ein Jahr später unterlag Viikingit als Tabellenvorletzter in der Relegation dem Tabellenzweiten der Ykkönen, Rovaniemen Palloseura, und stieg wieder in die Ykkönen ab. In der Saison 2008 belegte die Mannschaft Platz zwei und verpasste durch eine Niederlage in der Relegation gegen Kuopion Palloseura den Wiederaufstieg in die höchste Spielklasse. Auch in den nachfolgenden Spielzeiten erreichte Viikingit Plätze im Vorderfeld der Ykkönen.
In der Saison 2014 stieg der FC Viikingit mit nur einem Sieg und drei Unentschieden als Tabellenletzter in die drittklassige Kakkonen ab.